# 2 Dywizjon Taborów

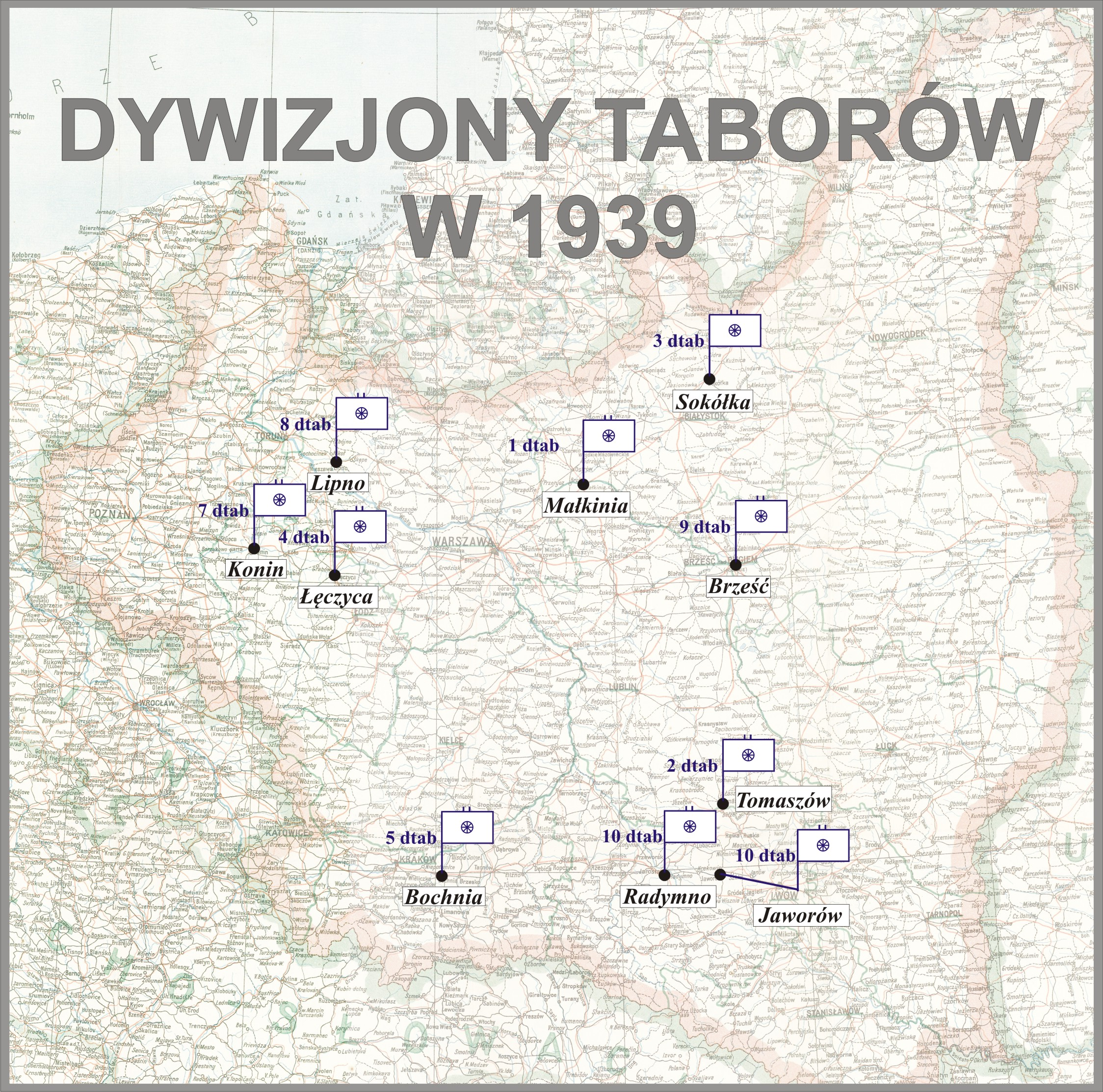
Polskie dywizjony taborów w 1939

2 Dywizjon Taborów – oddział taborów Wojska Polskiego w II Rzeczypospolitej.
W okresie swojego istnienia jednostka przechodziła kilkakrotnie reorganizację. W 1923 dywizjon stacjonował w Lublinie, a w 1939 kadra 2 dywizjonu taborów stacjonowała w Tomaszowie.

## Forowanie i zmiany organizacyjne
W 1923 dywizjon podlegał  Dowództwu Okręgu Korpusu Nr II i stacjonował w Lublinie. Dowódca dywizjonu pełnił jednocześnie funkcję szefa taborów Okręgu Korpusu Nr II.
1 października 1925, w związku z reorganizacją wojsk taborowych, dywizjon został przeformowany w 2 szwadron taborów. Jednocześnie zostało utworzone Szefostwo Taborów Dowództwa Okręgu Korpusu Nr II. W lipcu 1926, „w związku z redukcją stanów liczebnych formacji taborowych (rozkaz MSWojsk. Oddz. I Szt. Gen. L. 2579/org. i rozporządzenie wykonawcze Dep. II L. 1600/tab. tjn.)” szwadron został skadrowany.
12 września 1930 roku została wydana „Organizacja taborów na stopie pokojowej. Przepisy służbowe”, a 18 września 1930 roku został wydany rozkaz o wprowadzeniu w życie organizacji formacji taborowych. 2 szwadron taborów został przeformowany w kadrę 2 dywizjonu taborów.
W 1939 kadra 2 dywizjonu taborów stacjonowała w Tomaszowie Lubelskim.

## Struktura organizacyjna
Organizacja dywizjonu w 1923
- dowództwo dywizjonu
- cztery lub pięć szwadronów taborowych[b]
- skład i warsztat taborowy
- kadra szwadronu zapasowego
- kadra Okręgowego Szpitala Koni nr II w Lublinie[9]
- kolumny przewozowe

## Obsada personalna
Dowódcy dywizjonu/komendanci kadry
- płk tab. Edward Terlecki (1921 – 1 XI 1923 → Rezerwa Oficerów Sztabowych DOK II[10])
- mjr / ppłk tab. Wincenty Kluska (1 XI 1923[11][12] – 1 X 1925 → szef Szefostwa Taborów DOK II[13])
- mjr tab. Karol Wollen (1 X 1925[13] – VI 1927 → referent w Dep. Art. MSWojsk.[14])
- kpt. tab. Leon Staniek (p.o. VI 1927[15] – III 1928 → dowódca 7 szw. tab.[16])
- mjr tab. Stanisław Olgierd Królikowski (III 1928[17][18] – 1 IV 1929 → kierownik referatu taborów w Szefostwie Intendentury i Taborów OK II[19])
- kpt. tab. Władysław Grzesik (VI[20] – X 1930[7])
- mjr tab. Stanisław Olgierd Królikowski (X 1930[7] – IX 1933 → zastępca dowódcy 5 dtab[21])
- rtm. / mjr tab. Marian Czerkawski (IX 1933[21] – ? → dowódca 10 dtab)
- mjr Antoni Sadliński (był III 1939)

Zastępcy dowódcy dywizjonu
- mjr tab. Jan Nowakowski (IX 1922[22] – 1924[23])
- mjr tab. Franciszek Mazaraki (V 1924[24][25][12] – 1 X 1925 → dowódca 5 szw. tab.[26])

Kwatermistrzowie
- kpt. tab. Jan Pawlicki (1 X 1925[26] – VI 1927 → kwatermistrz 1 szw. tab.[14])
- kpt. tab. Stanisław Olgierd Królikowski (VI 1927[27] – III 1928 → dowódca szwadronu)
- kpt. tab. Zygmunt Leon Stróżyna (od IV 1928[28])

Obsada personalna kadry 2 dywizjonu taborów w marcu 1939 roku
- komendant kadry – mjr Sadliński Antoni
- oficer mobilizacyjny – kpt. Morawski Mieczysław Tadeusz
- oficer administracyjno-materiałowy – kpt. Sakewicz Jan

### Żołnierze dywizjonu – ofiary zbrodni katyńskiej
Biogramy zamordowanych znajdują się na stronie internetowej Muzeum Katyńskiego
| Nazwisko i imię         | stopień              | zawód             | miejsce pracy przed mobilizacją | zamordowany |
| ----------------------- | -------------------- | ----------------- | ------------------------------- | ----------- |
| Jamiołkowski Bronisław  | porucznik rezerwy    | urzędnik          | pracował w Warszawie            | Katyń       |
| Łuniewski Ludomir       | porucznik rezerwy    | inżynier rolnik   | majątek w Wieniawie             | Katyń       |
| Ogrodziński Stanisław   | podporucznik rezerwy |                   |                                 | Katyń       |
| Pruszyński Łukasz       | podporucznik rezerwy | leśniczy          |                                 | Katyń       |
| Salcewicz Jan           | kapitan              | żołnierz zawodowy |                                 | Katyń       |
| Karwowski Józef Tadeusz | podporucznik rezerwy |                   | Inspekcja Pracy Gniezno         | Charków     |
| Kołodziej Władysław     | podporucznik rezerwy | handlowiec        |                                 | Charków     |